# Boecis
Le Boecis (Lo Poema de Boecis en occitan) est un manuscrit très ancien, rédigé aux alentours de 1010 en occitan limousin. C'est le premier poème connu en ancien occitan, peut-être le premier document rédigé dans cette langue. Plus généralement, c'est l'un des plus anciens textes écrits dans une langue romane. 
Ce poème a été inspiré par le traité De consolatione philosophiae (La Consolation de la Philosophie) du poète, philosophe et politicien latin Boèce (~480-524).
Les 258 vers qui nous sont parvenus sont la paraphrase occitane d'une cinquantaine de vers du poème latin.

## Forme métrique
Le texte présente des décasyllabes assonnancés avec césure après la quatrième syllabe accentuée (4+6) groupés en 17 laisses.
  I 

           Nos iove omne        quandius qu'e nos estam

           de gran follia        per foll' edat parlamm;

           quar no nos membra        per cui viuri esperam,

           que nos soste        tan quan per terra annam,

           e qui nos pais,        que no murem de fam,

           per cui salv esmes        per pur tan que·ll clamam.

           II

           Nos iove omne        menam tal mal iovent

           que us non o        preza, si·s tarda son parent,

           senor ni par,        si·ll mena malament,

           ni l’us ves l’aitre        si·s fai fals sacrament.

           Quant o a fait,        miia no s’en repent,

           enivers Deu        no·n fai emendament.

           Pro non es gaire,        si penedenza·n prent:

           dis que l’a presa,        miia nonqua la te,

           que epslor forfaiz        sempre fai epsament;

           e laisa·n Deu,        lo grant omnipotent,

           ki·l mort e·l viu        tot a in iutiament;

           eps li satan        son en so mandament.

           Ses Deu licencia        ia non faran torment.

           [...]

## Extrait
Lais 23 à 28 :
XXIII
Cum jaz Boecis e pena, charceraz,
Plan se sos dols e sos menuz pecaz,
D’una donzella fo laïnz visitaz:
Filla·s al rei qui a granz poestaz.
Ella·ta bella, reluzent lo palaz.
Lo mas o intra, inz es granz claritaz;
Ja no es obs fox i sia alumnaz:
Veder pot l’om per quaranta ciptaz.
Qual ora·s vol, petitas fai asaz;
Cum ella s’auça, cel a del cap polsat;
Quant be se dreça lo cel a pertusat,
E ve laïnz tota la majestat.
XXIV
Bella·s la donna e·l vis a ta preclar,
Davan so vis nulz om no·s pot celar;
Ne eps li omne qui sun ultra la mar
No potden tant e lor cors cobetar
Qu’ella de tot no vea lor pessar.
Qui·e leis se fia, morz no l’es a doptar.
XXV
Bella·s la donna, mas molt es de longs dis,
No·s pot rascundre nulz om denant so vis.
Hanc no vist omne, ta grant onor aguís,
Si·l forfez tan dont ella·s rangurís,
Sos corps ni s’arma miga per ren guarís;
Quoras que·s vol s’en a lo corps aucís
E pois met l’arma en effern e somsís:
Tal li comanda qui totz dias la bris.
Ella metesma ten claus de paradís,
Quoras que·s vol, laïnz col sos amigs.
Bels sun si drap, no sai nommar lo fil,
Mas molt per foren de bon e de sobtil.
Ella se·ls fez, avia anz plus de mil.
Ta no son vel, miga lor prez avil.
XXVII
Ella medesma teiset so vestiment
Que negus om no pot desfar neient.
Pur l’una fremna qui vers la terra pent
Non comprarias ab mil liuras d’argent.
Ella ab Boeci parlet ta dolzament:
«Molt me derramen donzellet de jovent,
Que zo esperen que faza a lor talen.
Primas me amen, pois me van aïssent;
La mi'amor ta mal van deperden».
XXVIII
Bel sun li drap que la domn’a vestit;
De caritat e de fe sun bastit.
I sun ta bel, ta blanc e ta quandid,
Tant a Boecis lo vis esvanuit
Que el zo pensa: uel sien amosit.